# Catherine Trautmann

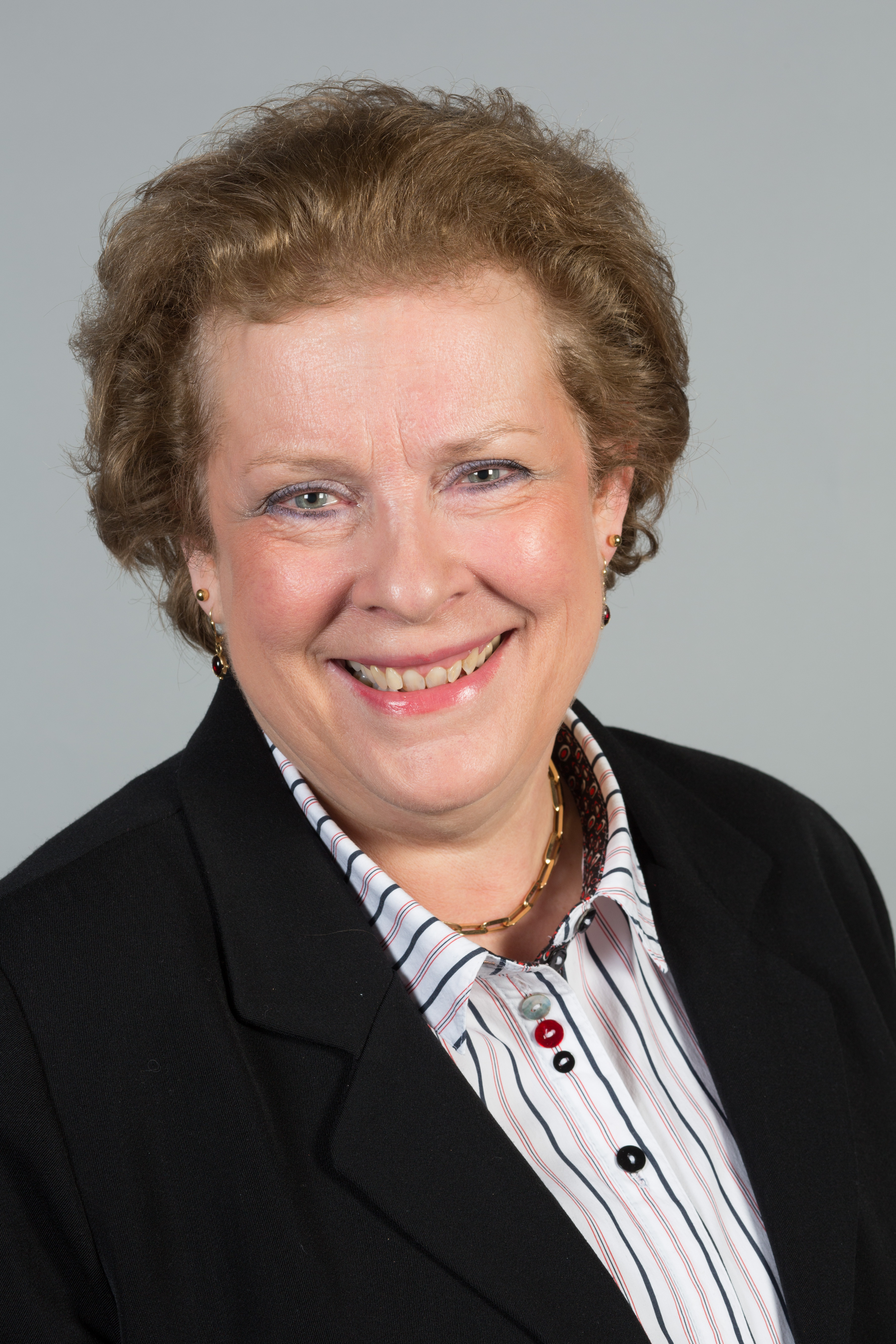
Catherine Trautmann (2014)

Catherine Trautmann (* 15. Januar 1951 in Straßburg; geborene Argence) ist eine französische Politikerin (PS). Sie war von 1989 bis 1997 und erneut 2000–2001 Bürgermeisterin von Straßburg, von 1997 bis 2000 französische Kulturministerin sowie von 1989 bis 1997 und von 2004 bis 2014 Mitglied des Europäischen Parlaments.

## Studium
Ein Studium an der Evangelisch-Theologischen Fakultät der Universität Straßburg II schloss sie mit einer Arbeit im Bereich koptischer Religionsgeschichte, Sprache und Literatur als Magister ab.

## Politisches Wirken auf nationaler Ebene
Innerhalb des Parti socialiste (PS) gehörte Catherine Trautmann seit 1987 dem nationalen Rat an. Bei der Parlamentswahl 1986 zog sie für das Département Bas-Rhin in die Nationalversammlung ein, der sie bis 1988 angehörte. Während dieser Zeit war sie daneben Mitglied der französischen Delegation in der Parlamentarischen Versammlung des Europarates. Im Mai 1988 ernannte sie Premierminister Michel Rocard zur Staatssekretärin für Ältere und behinderte Mitbürger, einem neu geschaffenen Amt im Sozial- und Arbeitsministerium. Nach eineinhalb Monaten wurde diese Position jedoch in je ein Staatssekretariat für Ältere und für Behinderte aufgespalten, Trautmann schied damit wieder aus der Regierung aus.
Nachdem Catherine Trautmann bei der Parlamentswahl 1997 der erneute Einzug in die Nationalversammlung gelungen war, wurde sie als Ministerin für Kultur und Kommunikation in das Kabinett Jospin berufen. Bis 1998 war sie zudem Pressesprecherin der Regierung. Im Zuge einer Regierungsumbildung im März 2000 wurde das Ministerium an Catherine Tasca vergeben.

## Politisches Wirken in Straßburg

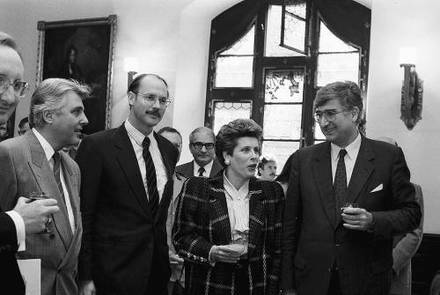
Bürgermeisterin Trautmann (2. v. r.) mit Sven von Ungern-Sternberg und Rolf Böhme, 1989

Trautmann wurde 1983 in den Gemeinderat der Stadt Straßburg gewählt, die seit 1945 ununterbrochen von Bürgermeistern aus Mitte-rechts-Parteien regiert worden war. Bei den Kommunalwahlen 1989 trat sie als Spitzenkandidatin der PS für die Wiedereinrichtung einer Straßenbahn ein. Ihr Rivale, der Amtsinhaber Marcel Rudloff von der bürgerlichen UDF, sprach sich dagegen für eine Metro aus. Im ersten Wahlgang kam Trautmann nur auf den zweiten Platz, im zweiten Wahlgang besiegte sie Rudloff aber mit 42,7 zu 36,3 Prozent. Trautmann wurde damit die erste sozialistische Bürgermeisterin der elsässischen Hauptstadt. Mit ihrem Wahlsieg kam es zur Realisierung des Straßenbahnprojektes, das eine bedeutende Rolle bei der Aufwertung des Stadtbildes von Straßburg spielt. Zusätzlich zu ihrem Bürgermeisteramt war Trautmann Vorsitzende der Communauté urbaine de Strasbourg, eines Gemeindeverbands, der aus Straßburg und seinen Vororten besteht.
Bei der Kommunalwahl im Juni 1995 wurde sie mit 52,5 % bereits im ersten Wahlgang wiedergewählt. Im März 1997 genehmigte Trautmann den Parteikongress des rechtsextremen Front National in Straßburg, organisierte aber parallel dazu eine bedeutende Gegenkundgebung, deren Erfolg ihr innerhalb der Partei Anerkennung auf nationaler Ebene einbrachte. Als bei den Parlamentswahlen 1997 die Gauche plurielle den Sieg davontrug, wechselte sie als Kulturministerin in die nationale Regierung. Ihre Funktionen auf kommunaler Ebene überließ sie daraufhin ihrem Parteikollegen und bisherigen Stellvertreter Roland Ries unter der Bedingung, diese Amtsgeschäfte bei ihrer Rückkehr wieder zu übernehmen.

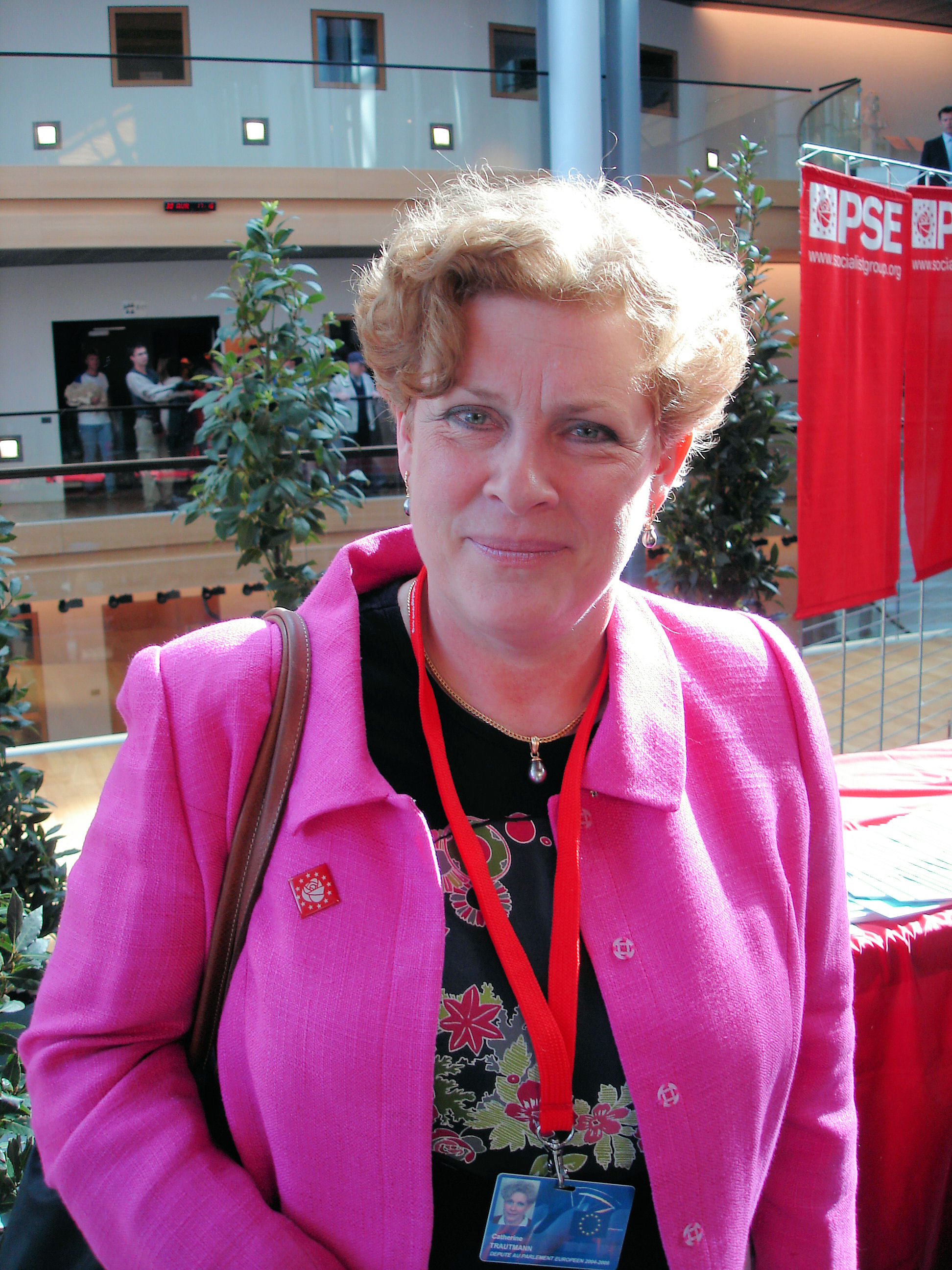
Trautmann im Jahr 2006

Tatsächlich aber weigerte sich Ries bei Trautmanns Ausscheiden aus der Regierung zunächst, ihr die Amtsgeschäfte zu überlassen. Stattdessen versuchte er, innerhalb der lokalen Parteiorganisation einen Wechsel der Machtverhältnisse zu seinen Gunsten zu bewirken. Letztendlich gab er doch nach. Der Erste Sekretär des PS im Département Bas-Rhin, Jean-Claude Petitdemange, wandte sich dagegen von der lokalen Führungsriege ab und trat bei den Kommunalwahlen im März 2001 mit einer unabhängigen Liste an. Infolge dieser Rivalitäten innerhalb der Partei kam es in der Straßburger Bevölkerung zu einem Ansehensverlust der PS. Im ersten Wahlgang kam Trautmann nur auf den zweiten Platz hinter Fabienne Keller vom bürgerlichen Listenzusammenschluss UDF-RPR. Auch Petitdemange qualifizierte sich mit 12 % für den zweiten Wahlgang, sodass es zu einem Dreierrennen kam, das die linke Wählerschaft spaltete. Die Amtsinhaberin unterlag schließlich mit 40,4 zu 50,85 Prozent der bürgerlichen Bewerberin Keller, die damit neue Bürgermeisterin wurde. Anschließend übernahm Catherine Trautmann den Fraktionsvorsitz des PS und damit die Rolle der Oppositionsführerin im Gemeinderat.
Bei der Kommunalwahl 2008 überließ Trautmann die Spitzenkandidatur der PS Roland Ries. Sie wurde jedoch erneut zur Gemeinderätin und zudem zu einer Vizepräsidentin der Communauté urbaine de Strasbourg gewählt. Aus dieser ging Anfang 2015 die Eurométropole de Strasbourg hervor, deren Vizepräsidentin Trautmann wurde.

## Europaabgeordnete
Trautmann wurde bei der Europawahl 1989 erstmals in das Europäische Parlament gewählt, wo sie in der Sozialdemokratischen Fraktion saß, bei der Europawahl 1994 wurde sie wiedergewählt, 1997 legte sie das Mandat nieder, das nicht mit ihrem Ministeramt in Paris kompatibel war.
Bei der Europawahl 2004 erhielt sie erneut ein Mandat im Europaparlament. Sie war Mitglied im Ausschuss für Industrie, Forschung und Energie, ab 2007 dessen stellvertretende Vorsitzende, zudem Delegierte für die Beziehungen zu Kanada. Bei der Europawahl 2009 wurde Catherine Trautmann als Spitzenkandidatin der Sozialistischen Partei im Wahlkreis Ostfrankreich (Est) wiedergewählt. In dieser Legislaturperiode war sie Mitglied im Fischereiausschuss und Delegierte für die Beziehungen zu den Vereinigten Staaten, zudem ab 2012 erneut Mitglied im Ausschuss für Industrie, Forschung und Energie.

## Weitere Ämter und Ehrungen
2014 wurde sie von der Europäischen Kommission zur Europäischen Koordinatorin für den transeuropäischen Verkehrskorridor „Nordsee–Ostsee“ bestellt und in dieser Funktion 2018 bestätigt.
Für 2019 wurde Trautmann der European Railway Award zugesprochen.